# Immigrazione in Corea del Sud
L'immigrazione in Corea del Sud è stata storicamente molto bassa in un paese un tempo noto come un regno eremita. La maggior parte degli immigrati non ha diritto di cittadinanza o residenza permanente, se non sono sposati con un cittadino della Corea del Sud o se non hanno investito più di 5 milioni di dollari nell'economia locale. Viene fatta eccezione per coloro i cui contributi sono stati espressamente riconosciuti dal Ministro della Giustizia e per i titolari di un visto d'affari che hanno investito più di 500.000 dollari. Gli immigrati ammontano solo al 19% circa della popolazione, ma sono una forza in crescita.